# Simeon Uroš
Simeon Uroš, död 1370, var en frankisk monark. Han var despot av despotatet Epirus 1359–1366.